# Tyrrell 003
Tyrrell 001-006 är en serie formel 1-bilar, tillverkade av den brittiska formelbilstillverkaren Tyrrell mellan 1970 och 1973.

## Bakgrund
Ken Tyrrell och hans stjärnförare Jackie Stewart lämnade Matra Sports efter den framgångsrika säsongen 1969. Matra ville att Tyrrell skulle tävla med fransmännens nya V12-motor men Tyrrell vägrade överge Ford Cosworth. Säsongen 1970 tävlade han under eget namn med ett chassi från March Engineering, samtidigt som Derek Gardner i hemlighet byggde en ny Tyrrell-bil.

## Utveckling
Utvecklingen startade hemma i Gardners garage och när bilen presenterades en bit in på säsongen 1970 kom det som en överraskning för konkurrenterna. Tyrrells bil var mycket lik den Matra MS80 som stallet tävlat med under 1969, med självbärande aluminiummonocoque och Cosworth-motorn som en lastbärande del av chassit. Bilen kännetecknades av den kraftiga, hammarliknande framvingen som även innehöll kylaren. Tyrrells första bilar betecknades med chassinumret: 001 var prototypen som Jackie Stewart använde under 1970. 002 var stallkamraten François Ceverts bil. 003 var bilen Stewart använde under 1971 och 1972 medan 004 var en reservbil. 005 var en bil med kort hjulbas som användes på kurviga banor som Monaco.
Under 1972 kom den uppdaterade modellen 006 som tillverkades i tre exemplar.

## Tekniska data
| Tekniska data           | Tyrrell 003                                                           |
| ----------------------- | --------------------------------------------------------------------- |
| Motor:                  | Mittmonterad 90° 8-cylindrig V-motor                                  |
| Cylindervolym:          | 2993 cm³                                                              |
| Borrning x slaglängd:   | 85,7 x 64,8 mm                                                        |
| Max effekt vid varvtal: | 440 hk vid 10 000 v/min                                               |
| Ventilstyrning:         | Dubbla överliggande kamaxlar per cylinderrad, 4 ventiler per cylinder |
| Bränslesystem:          | Lucas bränsleinsprutning                                              |
| Växellåda:              | 5-växlad manuell                                                      |
| Hjulupphängning:        | Dubbla tvärlänkar, skruvfjädrar                                       |
| Bromsar:                | Ventilerade skivbromsar                                               |
| Chassi & kaross:        | Självbärande monocoque                                                |
| Hjulbas:                | 243 cm                                                                |
| Torrvikt:               | 560 kg                                                                |

## Tävlingsresultat

### Formel 1-VM 1970
Tyrrell 001 visades första gången vid Italiens Grand Prix 1970 men Jackie Stewart använde March-bilen i tävlingen. Stewart körde sedan 001:an i säsongens tre avslutande lopp i Nordamerika, men kom inte i mål i något av dem.

### Formel 1-VM 1971
Jackie Stewart vann sex lopp under 1971. François Cevert vann USA:s Grand Prix och kom dessutom tvåa efter Stewart när stallet tog dubbelsegrar i Frankrike och Tyskland. Stewart tog sin andra VM-titel med Cevert på tredje plats i förarmästerskapet och Tyrrell vann konstruktörsmästerskapet.

### Formel 1-VM 1972

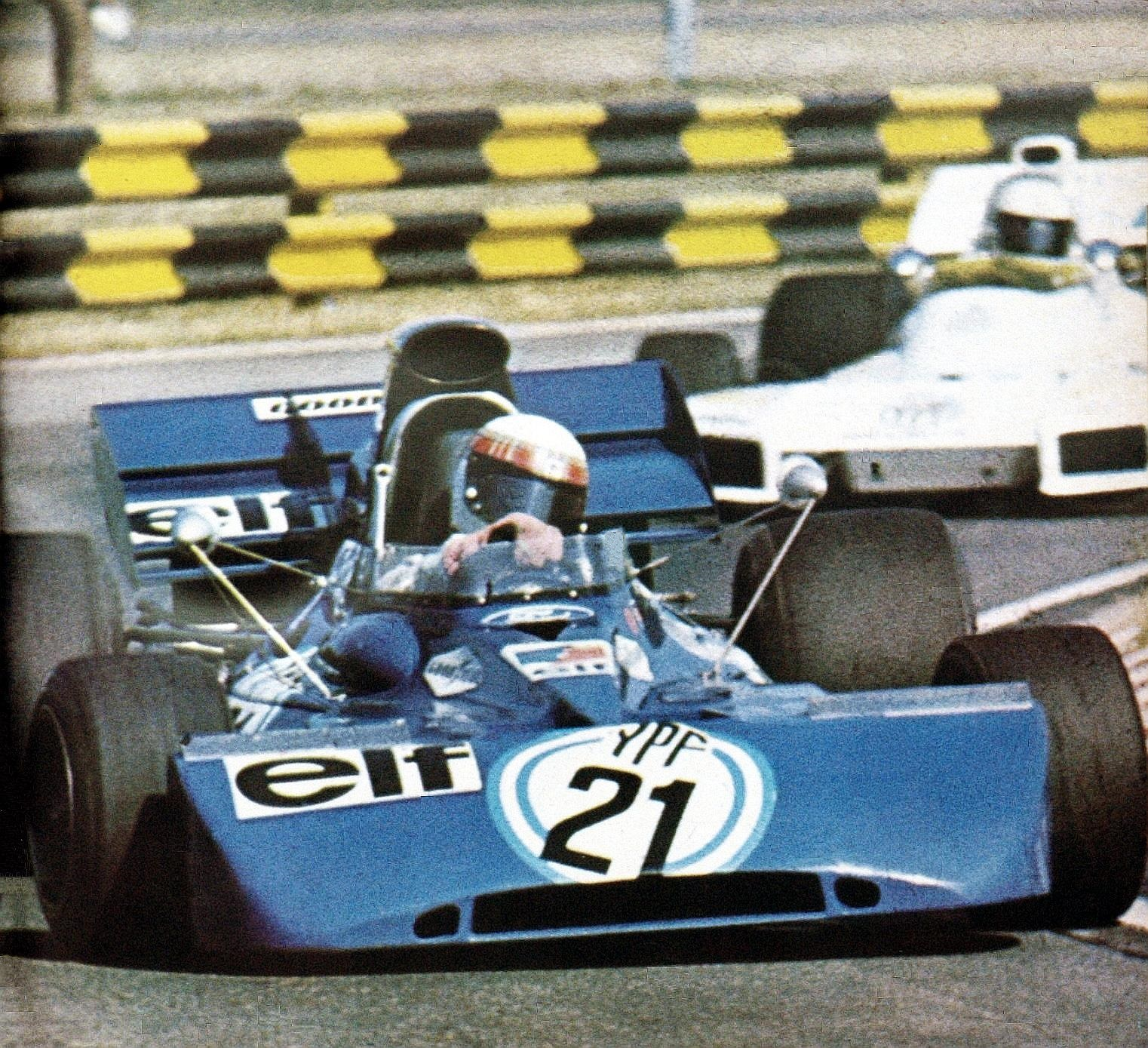
Jackie Stewart i Tyrrell 004 1972.

1972 tog Jackie Stewart fyra segrar. I USA tog stallet en dubbelseger med François Cevert på andraplatsen. Stewart slutade tvåa i förarmästerskapet efter Emerson Fittipaldi. Cevert slutade sexa. Tyrrell kom tvåa i konstruktörsmästerskapet efter Lotus-Ford.

### Formel 1-VM 1973
1973 tog stallet tre dubbelsegrar med Jackie Stewart före François Cevert. Stewart vann dessutom Sydafrikas Grand Prix och Monacos Grand Prix. Stewart tog sin tredje VM-titel och avslutade sin karriär efter säsongen. Cevert omkom vid träningen till säsongens sista lopp i USA. Tyrrell drog sig ur loppet och skänkte därmed konstruktörsmästerskapet till Lotus.

### Formel 1-VM 1974
Tyrrells nya förare Jody Scheckter och Patrick Depailler fick börja säsongen 1974 i Tyrrell 006, men bilen var inte längre konkurrenskraftig. Den ersattes snart av Tyrrell 007.